# 洪次玉
洪次玉（韓語：홍차옥，1970年3月10日—），韩国女子乒乓球运动员。她在1992年巴塞罗那奥运会中，参加了女子乒乓球比赛，并获得女子乒乓球比赛单打和双打铜牌。